# 無原罪の御宿りの教義を議論する教父たち
『無原罪の御宿リの教義を議論する教父たち』（むげんざいのおんやどりのきょうぎをぎろんするきょうふたち、露: Спор Отцов Церкви о христианском догмате Непорочного зачатия、英: Fathers of the Church Disputing the Dogma of the Immaculate Conception）は、イタリア・バロック期のボローニャ派の巨匠グイド・レーニがキャンバス上に油彩で制作した絵画で、1620年代に描かれた。作品は1779年にホートン・ホールのウォルポール・コレクションから購入されて以来、サンクトペテルブルクのエルミタージュ美術館に所蔵されている。

## 作品
「無原罪の御宿りの教義を議論する教父たち」という非常に珍しい主題がこの絵画に取り上げられているのは、おそらく17世紀のカトリック教会の新たな活動と関連づけられる。「無原罪の御宿り」とは、聖アンナが聖母マリアを性的接触なしに身ごもり、聖母自身生まれながらにして無垢であるという教義である。4世紀に教父たちにより提出され、ドミニコ会はそれを否定したが、フランシスコ会は認めるなど、常に神学論争の的であった。この教義は、20世紀半ばになってようやくローマ教皇ピウス12世の教皇勅書によって公認された。

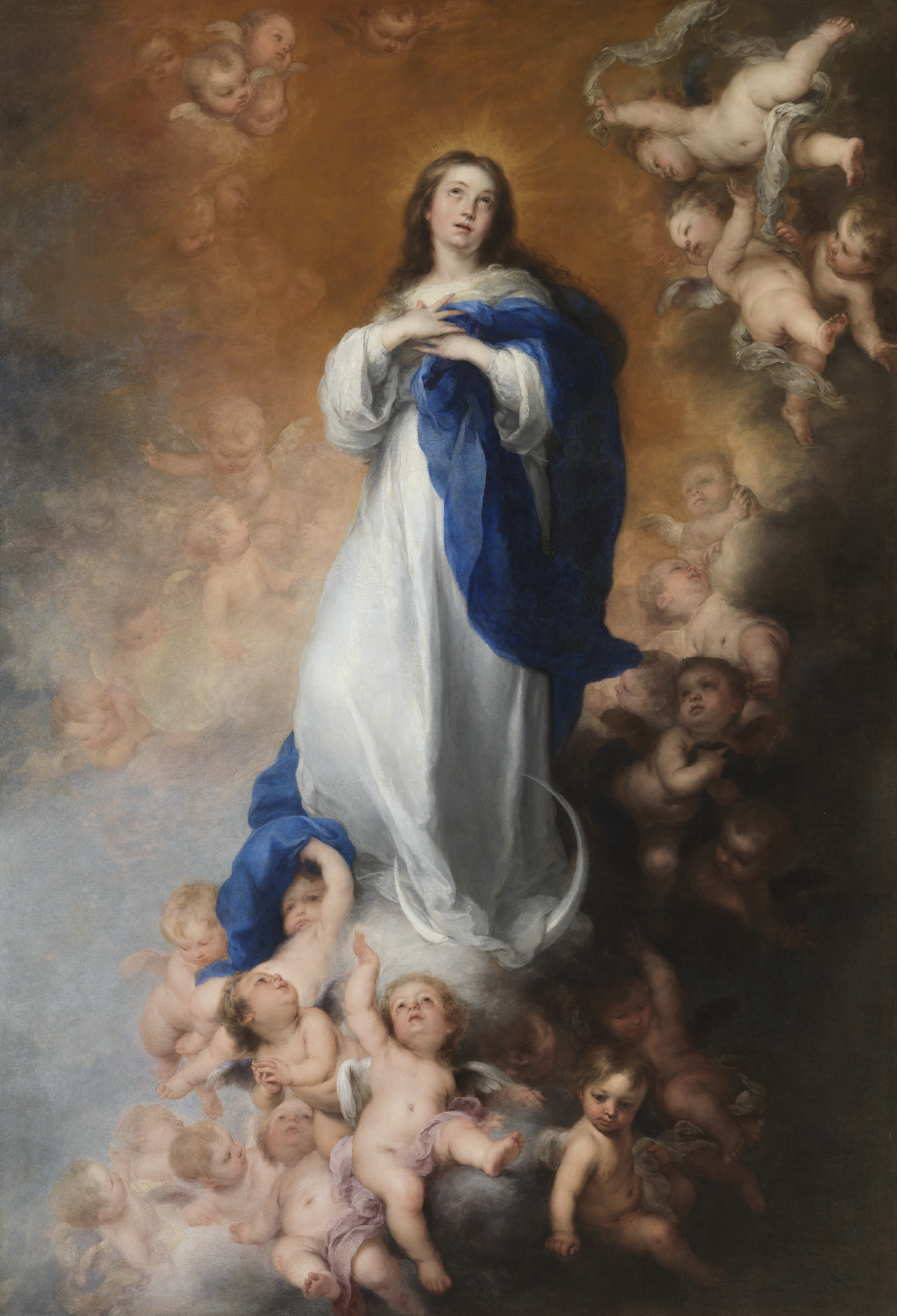
バルトロメ・エステバン・ムリーリョ『ベネラブレスの無原罪の御宿り』 (1678年ごろ) 、プラド美術館 (マドリード)

16世紀に「無原罪の御宿り」は美術の主題として取り上げられるようになった。17世紀のスペインでは頻繁に描かれ、同時代のスペインを代表する画家フランシスコ・デ・スルバランやバルトロメ・エステバン・ムリーリョらもたびたび取り上げている。
本作の画面では、6人の教父、すなわち、前景の聖ヒエロニムスと聖アウグスティヌス、後景の聖アンブロジウス、 聖グレゴリウス、ナジアンゾスの聖グレゴリウス、ヨアンネス・クリュソストモスが無原罪の御宿りの教義について深い思索をしながら議論している。彼らは、画家レーニの持つ高貴で賢明な老人の概念を体現化している。一方、画面上部左側には、身体の前で腕を交差させた聖母マリアが彼らの前に顕現する姿が表されている。この聖母像は、対抗宗教改革期以降の聖母崇拝と、レーニが感化されたルネサンスの巨匠ラファエロの古典主義に影響を受けているが、どことなくあどけない優美な聖母である。
赤色と黄色の大きな色面の大胆な組み合わせにより、画面には荘厳な感覚が与えられている。19世紀のロシアの詩人レールモントフは、「グイド・レーニの色彩の中に息づくものを誰が言葉で表せるだろうか」と自身の感動を表現している。